# Thiemendorf (Waldhufen)
Thiemendorf ist der südlichste und zugleich höchstgelegene Ortsteil der ostsächsischen Gemeinde Waldhufen im sächsischen Landkreis Görlitz.

## Geographie
Das Waldhufendorf Thiemendorf liegt in einem zwei Kilometer langen Tal der Königshainer Berge nördlich des Hochsteins. Dieses Tal wird im Osten vom Schoorstein abgeschlossen, von dem auch der Dorfbach entspringt.
Umgebende Ortschaften sind Wiesa im Nordosten, Rengersdorf, Torga und Liebstein im Osten, Königshain im Süden, Arnsdorf im Südwesten sowie Nieder Seifersdorf, Baarsdorf, Attendorf und Ullersdorf vom Westen bis zum Norden.
Nördlich der Ortslage verläuft die Bundesautobahn 4 durch den Tunnel Königshainer Berge. Nächste Anschlussstellen sind Nieder Seifersdorf (92) im Westen und Kodersdorf (93) im Osten.

## Geschichte
Thiemendorf wurde 1389 unter dem Namen Tymendorf urkundlich erstmals erwähnt, als Ecke von Radeberg seinem Bruder Jone seine Anteile an den Gütern Thiemendorf und Holtendorf verkaufte. Die Ortsform als Waldhufendorf sowie die bereits früh stehende Namensform deuten darauf hin, dass es sich um eine Siedlung aus der Phase der zweiten deutschen Ostsiedlung handelt, die von einem Lokator namens Thiemo oder Thimon angelegt wurde. Wahrscheinlich wurde das Dorf erst einige Jahrzehnte nach den Dörfern der Region angelegt, als die fruchtbaren Täler des Schwarzen und Weißen Schöps schon besetzt waren. Vermutlich war Thiemendorf bereits seit der Ortsgründung nach Arnsdorf eingepfarrt, durch spät einsetzende Kirchbücher ist dies jedoch erst für das frühe 17. Jahrhundert belegbar.
Im Jahr 1426 wurden zehn Einwohner Thiemendorfs vor das Görlitzer Gericht bestellt, da ihnen vorgeworfen wurde, in das Haus des Matthes Jon von Markersdorf eingefallen und dort geraubt zu haben.
Der 1420 und 1421 genannte Heinrich von Radeberg war der letzte Thiemendorfer Grundherr aus dem Geschlecht Radeberg. Nach seinem Tod verblieb Thiemendorf bei seiner Witwe, bis diese 1458 ebenfalls starb. Da die Ehe kinderlos blieb, fiel das Dorf an die böhmische Krone zurück, der zu dieser Zeit die beiden lausitzischen Markgraftümer gehörten.
Der neue Lehnsherr stammte aus dem Geschlecht Rabenau. In dieser Zeit zerfiel Thiemendorf wahrscheinlich in mehrere Anteile, da um 1483 Balthasar von Gersdorff seinen Anteil von Arnsdorf, zu dem auch einige Untertanen aus Thiemendorf gehörten, an Balthasar von Rabenau verkaufte.
Nachdem Balthasar von Rabenau 1530 kinderlos verstorben war, verkaufte der böhmische König Ferdinand I. das Lehnsrecht über Thiemendorf an Wolf von Nostitz auf Ullersdorf. Damit begann die über 400-jährige Grundherrschaft derer von Nostitz, die erst 1945 mit der Enteignung und der anschließenden Bodenreformation endete. Seit 1591 gehörten die benachbarten Güter Thiemendorf und Wiesa immer dem gleichen Grundherrn.
Durch den Prager Frieden von 1635 kamen die Markgraftümer Oberlausitz und Niederlausitz im Verlauf des Dreißigjährigen Krieges (1618–1648) an das Kurfürstentum Sachsen, somit auch Thiemendorf. Kurz nach dem Krieg erkauften die unter Mahlzwang stehenden Dorfbewohner sich das Recht, eine Mühle am Dorfbach zu bauen und ihr Korn dort zu mahlen.
Wahrscheinlich ab dem Jahr 1726 waren die Thiemendorfer angehalten, ihre Kinder nach Arnsdorf zur Schule zu schicken. Da die Kinder häufig in der heimischen Wirtschaft oder auf dem Rittergut mithelfen mussten, besuchten die meisten von ihnen die Schule nur selten und unregelmäßig.
Als Folge der Befreiungskriege musste das Königreich Sachsen 1815 nach dem Wiener Kongress einen Großteil seiner Landesfläche abtreten. Dadurch kam Thiemendorf an Preußen und wurde 1816 dem neu gegründeten Landkreis Rothenburg (Ob. Laus.) in der Provinz Schlesien eingegliedert.
Durch die Ablösung der Frondienste gegen Mitte des 19. Jahrhunderts, die zum Teil auch mit Agrarflächen bezahlt wurde, waren einige Einwohner gezwungen, sich nach anderen Einkünften umzusehen, um ihre Familien ernähren zu können. Einige von ihnen gingen in die nahegelegenen Steinbrüche, aus denen Granit gefördert wurde.
Nach dem Zweiten Weltkrieg wurden die westlich der Lausitzer Neiße gelegenen Anteile der preußischen Oberlausitz wieder sächsisch und Thiemendorf 1952 dem Kreis Niesky als dessen südlichste Gemeinde zugeordnet.
Aus der 1906 im Harz angesiedelten Muffelwildpopulation wurden 1965 mehrere Tiere in die Königshainer Berge gebracht. Dieser Bestand vergrößerte sich bis Ende der siebziger Jahre auf rund 150 Tiere.
Im Rahmen der sächsischen Gemeindegebietsreformen schlossen sich Diehsa, Jänkendorf, Nieder Seifersdorf und Thiemendorf am 1. März 1994 zur Gemeinde Waldhufen zusammen.
Bei der Planung zur Weiterführung der Bundesautobahn 4 von Bautzen nach Görlitz wurde die ursprüngliche Trassierung der Reichsautobahn bei den Königshainer Bergen aus Gründen des Naturschutzes verworfen und stattdessen nördlich von Thiemendorf ein Autobahntunnel gebaut. Ein Relikt der ursprünglichen Planung ist eine bereits gebaute Brücke der Reichsautobahn, die in einem Waldstück bei Thiemendorf steht.

### Bevölkerungsentwicklung
| Jahr | Einwohner |
| ---- | --------- |
| 1825 | 276       |
| 1863 | 412       |
| 1871 | 395       |
| 1885 | 388       |
| 1905 | 323       |
| 1922 | 280       |
| 1925 | 314       |
| 1939 | 334       |
| 1945 | 425       |
| 1946 | 402       |
| 1950 | 419       |
| 1964 | 336       |
| 1971 | 309       |
| 1988 | 217       |
| 1990 | 255       |
| 1993 | 250       |
| 1999 | 297       |
| 2002 | 305       |
| 2011 | 259       |
| 2014 | 238       |

Im Jahr 1529 wirtschafteten in Thiemendorf 19 besessene Mann (Bauern) und 5 Gärtner. In den nächsten 250 Jahren hatte sich die soziale Struktur soweit verschoben, dass 1777 noch 6 besessene Mann gezählt wurden, dafür aber 17 Gärtner und 3 Häusler. Fünf Wirtschaften lagen in diesem Jahr wüst. Noch um 1725 hatte Thiemendorf 8 besessene Mann und 14 Gärtner.
Während Thiemendorf 1825 noch 276 Einwohner hatte, stieg die Zahl zur Mitte des Jahrhunderts hin rasant, so dass in den 1860ern über 400 Einwohner verzeichnet wurden. Ein langsamer Rückgang sorgte dafür, dass Thiemendorf 1885 noch 388 Einwohner hatte. Danach fiel die Einwohnerzahl rapide, was durch den Ersten Weltkrieg noch begünstigt wurde, so dass Thiemendorf 1922 wurden nur noch 280 Einwohner hatte.
Erst nach dem Zweiten Weltkrieg stieg die Einwohnerzahl durch Aufnahme von Flüchtlingen und Vertriebenen wieder auf über 400 an. Der allgemeine Bevölkerungsrückgang in der DDR sowie die Verstädterung wirkten sich auf Thiemendorf stark aus. So wurden 1971 nur noch 309 und 1988 gar nur noch 217 Einwohner gezählt.
Nach der Wende stieg der Zuzug aus den umliegenden Städten stark an, so dass Thiemendorf um die Jahrtausendwende wieder über 300 Einwohner zu verzeichnen hatte.

### Ortsname
Urkundlich belegte Schreibweisen des Ortsnamens sind unter anderem Tymendorf (1389), Timendorf (1408), Tymendorff (1412), Tymendurff (1439), Thymendorff (1528), Timmendorf (1665) und Thiemendorf (1791).
Paul Kühnel gab 1891 als obersorbischen Namen Ćěmnicy mit der Bedeutung ‘die Nachkommen eines Ćěmna’ an. Diesen Namen nannten 1927 auch Arnošt Muka und Jurij Kral, während Jan Meschgang (1973) und Ernst Eichler (1975) auf die Nennung sorbischer Namen gänzlich verzichteten.

## Persönlichkeiten
In Thiemendorf wurde der Görlitzer Lehrer Emil Barber (1857–1917) geboren. Als Autor der Flora der Oberlausitz ist er zu den bedeutendsten Botanikern der Oberlausitz zu zählen. Außerdem war er als Mundartdichter tätig.
Im heutigen Ortsteil Thiemendorf kam auch Kurt Prenzel (1900–1976) zur Welt, der später Oberbürgermeister von Görlitz (1946–1950) wurde und anschließend als Botschafter die DDR in Albanien (1955–1960) tätig war.
Der beim Görlitzer Waggonbau tätige Schmied Günther Heinze (1925–2010) war ebenfalls gebürtiger Thiemendorfer. Er baute in Görlitz die Gesellschaft für Sport und Technik (GST) mit auf, war für den FDGB von 1967 bis 1986 Abgeordneter der Volkskammer der DDR und erhielt sechsmal die Auszeichnung Aktivist der sozialistischen Arbeit.